# Circuit intégré 7440

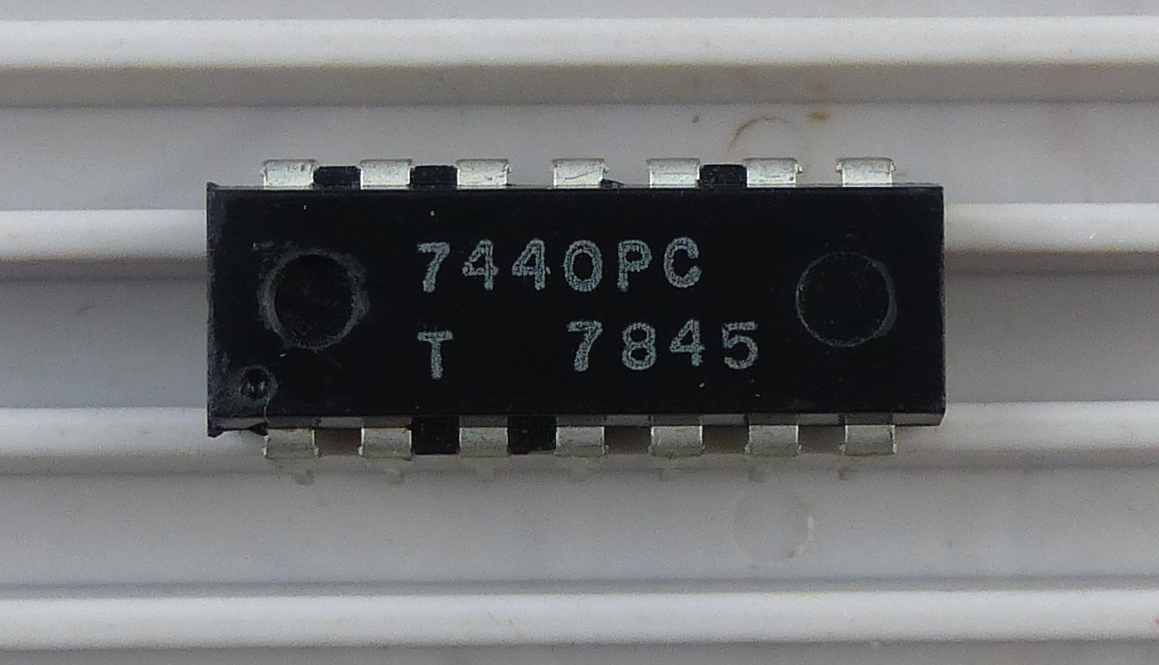
Circuit intégré 7440 (Tungsram 7440PC)

Le circuit intégré 7440 fait partie de la série des circuits intégrés 7400 utilisant la technique TTL.

Ce circuit est composé de deux portes logiques indépendantes NON-ET

Chaque porte possède une sortie bufferisée.